# Williamsville (Côte d'Ivoire)
Pour les articles homonymes, voir Williamsville.
Williamsville est un quartier d'Abidjan nord  en Adjamé, qui est proche d'Abobo, en Côte d'Ivoire. C'est dans ce quartier que se situe le plus grand cimetière d'Abidjan ainsi que le zoo d'Abidjan.  Williamsville compte plusieurs établissements scolaires dont le lycée municipal d'Adjamé Williamsville et plusieurs autres établissements scolaires privés.

## Sports
Le quartier compte un club de football évoluant en Ligue 1 ivoirienne, le WAC.